# St. Johannes der Täufer (Sevenig)

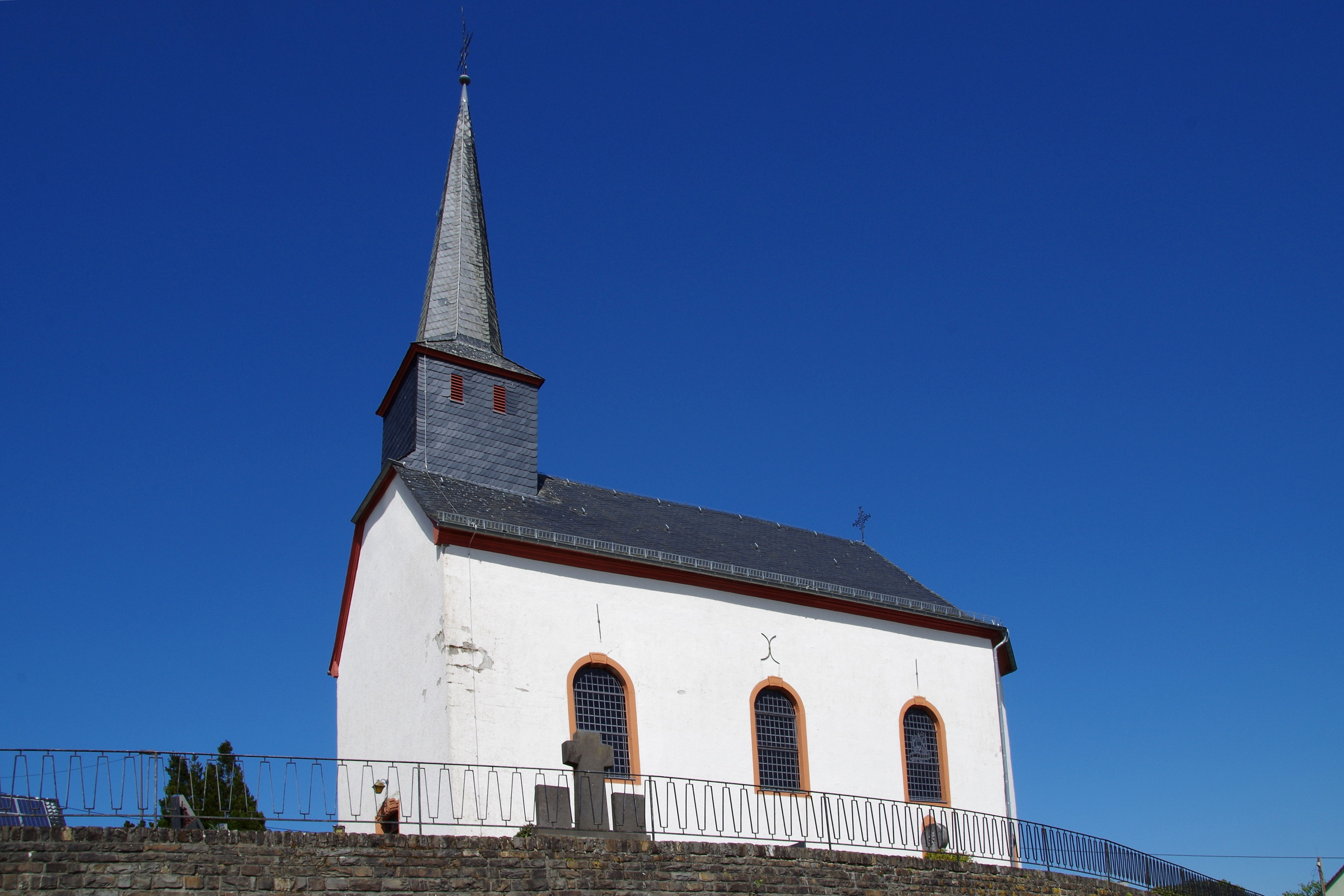
St. Johannes der Täufer (Sevenig)

Die Kirche St. Johannes der Täufer ist die römisch-katholische Filialkirche von Sevenig im Eifelkreis Bitburg-Prüm in Rheinland-Pfalz. Die Kirche gehört zur Pfarrei Harspelt in der Pfarreiengemeinschaft Neuerburg im Dekanat St. Willibrord Westeifel im Bistum Trier.

## Geschichte
Eine Kirche ist in Sevenig seit 1497 bezeugt. 1741 wurde eine Kapelle gebaut und 1778 erneuert. Seit 1808 gehört die Kapelle zur Pfarrei Harspelt. Der heutige Saalbau mit Giebeldachreiter stammt von 1898 (unter Verwendung von Resten der Kapelle von 1778). 1978 und 1987 fanden Restaurierungen statt.

## Ausstattung

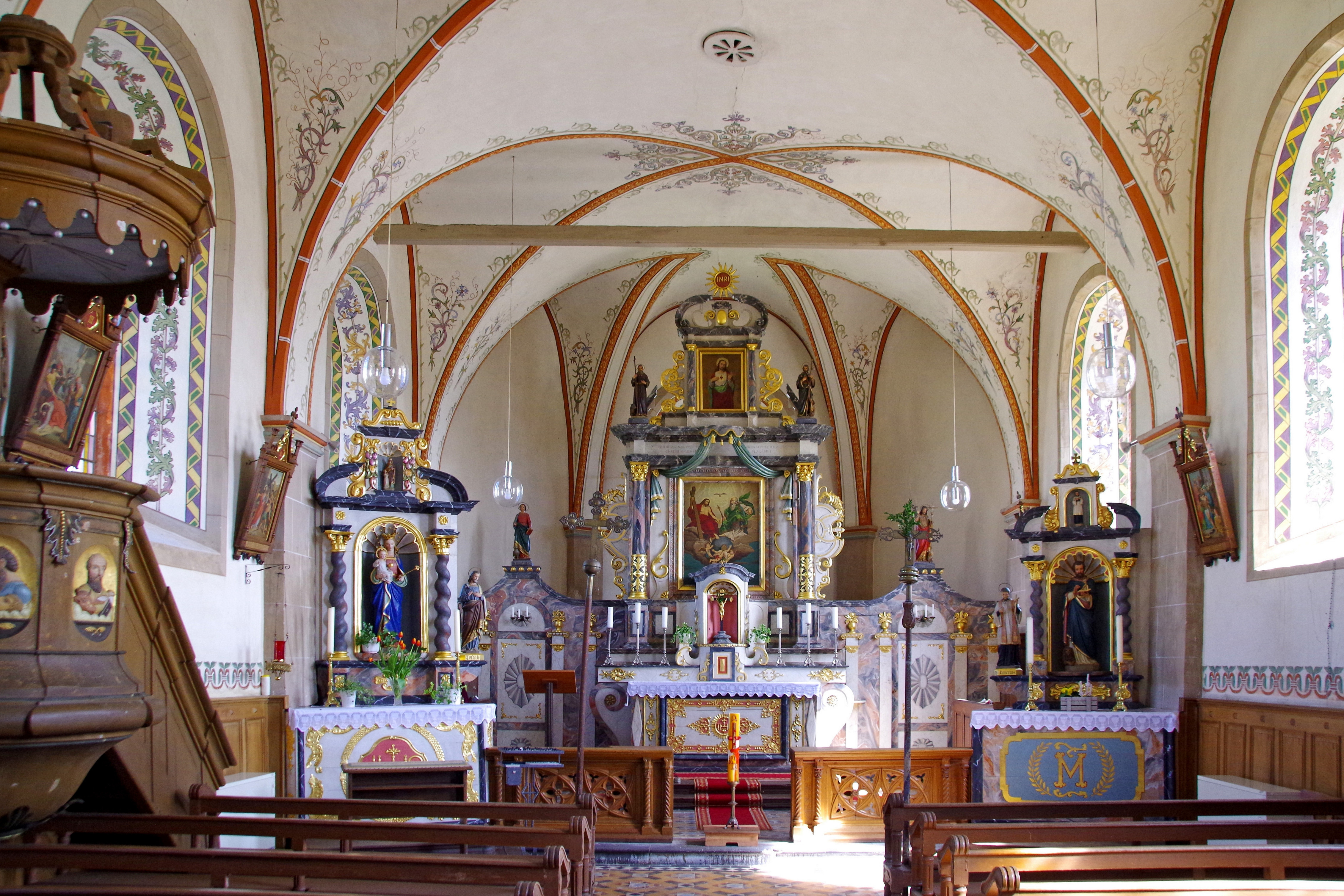
St. Johannes der Täufer (Sevenig)

Die bemerkenswert ausgestattete Kirche verfügt über einen Säulenaltar mit Dreifaltigkeitsbild und im gleichen Stil über zwei Seitenaltäre, der Muttergottes mit Jesuskind auf dem rechten Arm (links) und des Evangelisten Markus (rechts). Die Kanzel mit Abbildungen der Evangelisten und von Johann Nepomuk stammt von 1850. Beim Eingang befindet sich eine Statue des Apostels Judas Thaddäus. Kirchendecke und das Innere der Fensterbögen sind mit Pflanzenmustern ausgemalt. Die Bodenfliesen des Mittelgangs sind nach geometrischen Mustern angeordnet.